# Ulrik II. Weimar-Orlamünde
Ulrik II.  Weimar-Orlamünde  (Udalrich II.)  (* ≈ 1064; † 13. maj 1112), grof Weimar-Orlamünde, je vladal v grofiji Weimar (1070-1112) in po letu 1090 tudi v grofiji Orlamünde. Med leti 1098-1107 je bil tudi mejni grof Kranjske (marke) kakor tudi v  Istrski marki.  

## Življenje in delovanje
Ulrikov oče je bil Ulrik I.  Weimar-Orlamünde iz Weimarja, njegova mati pa Sofija Ogrska († 18. junij 1095). Poročil se je šele leta 1102 z Adelhajdo iz Turingije († 1146), hčerko grofa Ludvika Springerja, s katero pa ni imel potomcev. 
Leta 1102 je Ulrik II. vse svoje  alodijalne posesti v Istri, med njimi je gotovo bilo tudi 20 kraljevih hub, ki jih je njegov oče leta 1064 dobil od cesarja Henrik IV., podaril deloma nekaterim svojim vazalom, delno pa tudi  Oglejskima cerkvama sv. Marije in sv. Šmohorja, ki sta spadali pod Oglejskemu patriarhatu.  Tako je svojemu fevdniku Meginhardu podaril vas Roč s priteklinami v severni Istri; Adalbertu Starejšemu pa gradova Črni grad in Beli grad jugovzhodno od Roča; Adalbertu Mlajšemu pa vas Gradino. Navedenima oglejskima cerkvama je podaril vse ostalo imetje v Istri in sicer: grad Buzet, grad Hum (v sedanji Buzetski občini), grad Boljun, grad Vranjo (severovzhodno od Boljuna), grad Letaj, grad Sv. Martin, grad Kozljak, grad Kaštel (v nekdanji Piranski občini), vas "Cuculi", vas Momjan, vas Šterno, vas Petrabianko, vas Triban, vas Marčeniglo, vas Kubed (nad Dekani), grad Buje, grad "Brisintina" vas Kastanje (pri Grožnjanu), grad Kastiljon (SV od Sv. Lovreča) ter vas Št. Peter (SV od Buj) s samostanom sv. Petra in Pavla. Še istega leta pa je Ulrik II. oglejski cerkvi podaril še grad Oprtalj (Portole) v Motovunskem okraju v Istri. 
Z njegovo smrtjo leta 1112 je po moški liniji ugasnila starejša linija Weimarskih. Kralj  Henrik V. je kasneje poskušal, vendar zaman, da bi zaplenil vse njegove alodijalne posesti.

## Spletne povezave
- GenMA